# Хорошилово (Дмитровский городской округ)
Хорошилово — деревня в Дмитровском районе Московской области, в составе городского поселения Икша. Население — 1 чел. (2010). До 2006 года Хорошилово входило в состав Белорастовского сельского округа.

## Расположение
Уединённая деревня в юго-западой части района, примерно в 17 км юго-западнее Дмитрова, высота центра над уровнем моря 220 м. Ближайший населённый пункт — Лупаново в 2,5 км на юг (по прямой через лес).

## Население
| 2002 | 2006 | 2010 |
| ---- | ---- | ---- |
| 1    | ↗2   | ↘1   |